# لين م. هيلتون
لين ماذرز هيلتون (3 نوفمبر 1924 - 12 أغسطس 2020) كان سياسي أمريكي شغل منصب عضو في المجلس التشريعي لولاية يوتا. كان معروفًا أيضًا كأستاذ أكاديمي ورجل أعمال ومستكشف للشرق الأوسط ومؤلف للعديد من الكتب المتعلقة بكنيسة يسوع المسيح لقديسي الأيام الأخيرة.

## النشأة والتعليم
ولد هيلتون في تاتشر، أريزونا، لأبوين يوجين هيلتون (1889–1982) وروث نعومي سافاج (1891–1969، حفيدة ليفي سافاج جونيور). نشأ في بيركلي وأوكلاند، كاليفورنيا. شغل منصب طيار على كونسوليداتيد بي-24 ليبراتور في سلاح الجو بالجيش الأمريكي خلال الحرب العالمية الثانية. بعد ترك الجيش في نهاية الحرب، عملت هيلتون كمبشر (1945-1947) لكنيسة يسوع المسيح لقديسي الأيام الأخيرة (كنيسة يسوع المسيح لقديسي الأيام الأخيرة) في بعثة الكنيسة في نيو إنجلاند.
حصل هيلتون على درجتي البكالوريوس والماجستير من جامعة يوتا. ودكتوراه. في الإدارة التربوية من جامعة شيكاغو عام 1952.

## حياة مهنية
بعد حصوله على درجة الدكتوراه، أصبح هيلتون أستاذًا للتعليم في جامعة بريجهام يونج. شغل لاحقًا منصب العميد المشارك للتعليم المستمر وكان مؤسس مركز بيو للأبحاث سولت ليك. أيضًا، من بين أمور أخرى في جامعة بريغهام يونغ، ساعدت هيلتون في تطوير أول منهج لدورات علم الأنساب.
وفي عام 1975 أنشأ هيلتون شركة لحفر الآبار للحصول على المياه في مصر. عيين أيضًا رئيسًا لمنطقة كنيسة يسوع المسيح لقديسي الأيام الأخيرة في مصر والسودان في هذا الوقت وعمل طوال السنوات الأربع التي قضاها في مصر لمحاولة الاعتراف بكنيسة يسوع المسيح لقديسي الأيام الأخيرة من قبل الحكومة المصرية.
من خلال تعيين مجلة حامل الراية التابعة لكنيسة يسوع المسيح لقديسي الأيام الأخيرة، استدعى هيلتون لتنظيم رحلة استكشافية للعثور على أثر كتاب مورمون النبي ليهي وعائلته. يقول كتاب مورمون أن مجموعة ليحي غادرت القدس في حوالي عام 600 قبل الميلاد، وسافرت عبر البرية إلى المكان المسمى بونتيفول، وهناك بنوا سفينة أبحروا بها إلى أرضهم الموعودة أمريكا. مولت هذه الرحلة الاستكشافية جزئيًا من قبل كنيسة يسوع المسيح لقديسي الأيام الأخيرة. نُشرت نتائج اكتشافات هيلتون لأول مرة في مجلة حامل الراية في طبعتي سبتمبر وأكتوبر 1976. كتب هيلتون كتابين حول هذا الموضوع، البحث عن مسار ليهي واكتشاف ليهي. شاركت زوجته هوب في تأليف كل كتاب. في عام 2008، نشرت هيلتون قرص دي في دي بعنوان " طريق ليحي في الجزيرة العربية"، وهو عبارة عن عرض شرائح وسرد.
كانت زوجة هيلتون الأولى أنالي هوب أفريل؛ كانت تذهب عادة بالأمل. كانوا متزوجين 51 سنة. كان لديهم خمسة أطفال. توفي الأمل في عام 1999. بعد ذلك بعامين تزوج من نانسي غولدبرغ، وهي يهودية اعتنقت كنيسة يسوع المسيح لقديسي الأيام الأخيرة. كانت غولدبرغ سيدة أعمال في دالاس، تكساس قبل انضمامها إلى الكنيسة في عام 1996. بعد ذلك باعت شركتها واستدعت21⁄2 مهمة للعمل في مكتبة تاريخ العائلة. في مكتبة تاريخ العائلة، طورت نانسي قاعدة بيانات للموارد المتعلقة باليهودية في المكتبة مما أكسبها جائزة من الرابطة الدولية لجمعيات الأنساب اليهودية.
بعد زواج عائلة هيلتون في عام 2001، خدموا كمبشرين لكنيسة يسوع المسيح لقديسي الأيام الأخيرة في خمس مناسبات منفصلة. كانت الرحلة الأولى إلى سيدني، أستراليا، حيث عملوا كمديري التوظيف الإقليميين. أما الثانية فكانت مهمة في المقر الرئيسي لكنيسة يسوع المسيح لقديسي الأيام الأخيرة في سولت ليك سيتي، يوتا. والثالث كان لمدة عشرة أشهر في إربد، الأردن، حيث كان هيلتون رئيس فرع فرع إربد، الأردن؛ قامت زوجته بعمل إنساني للكنيسة. وفي هذه المهمة الثالثة، عملوا أيضًا لمدة ثمانية أشهر كمديرين لمركز تاريخ العائلة في أثينا، اليونان. وكانت المهمتان الرابعة والخامسة في نيويورك وبوسطن على التوالي، حيث قاموا بعمل تاريخ العائلة.
كتب هيلتون أيضًا نظرية كولوب : رؤية المورمون لكون الله المليء بالنجوم ولؤلؤة التوافق الكبير في الأسعار. عملت هيلتون أيضًا كمحرر لمجلة قصة حصة سولت ليك، تاريخ الذكرى السنوية الـ 125 لـ حصة سولت ليك؛ لقد فعل هذا أثناء خدمته في المجلس الأعلى لـ ستاك. نُشر هذا العمل عام 1972. قامت هيلتون أيضًا بتجميع طبعة من مجلة ليفي سافاج جونيور. هيلتون هو حفيد سافاج.

### حرمان أنالي سكارين
لعب هوب ولين هيلتون دورًا مركزيًا في الحرمان الكنسي لوالدة أنالي سكارين في عام 1952. قدموا دراسة قاموا بها عن كتابها، أنتم آلهة، إلى شيخ الكنيسة ورئيس ديزيريت نيوز، مارك إي بيترسن. أعطى الشيخ بيترسن لآنالي خيار التخلي عن كتابتها باعتبارها من عمل الشيطان، أو مواجهة الحرمان الكنسي.

## روابط خارجية
- لين إم هيلتون في ال قاعدة بيانات MLCA (يتضمن صورة)
- كتب هيلتون السيرة الذاتية
- سيرة عائلة هيلتون – ركزت على عملهم في علم الأنساب